# 圣若望皇家修道院 (托莱多)

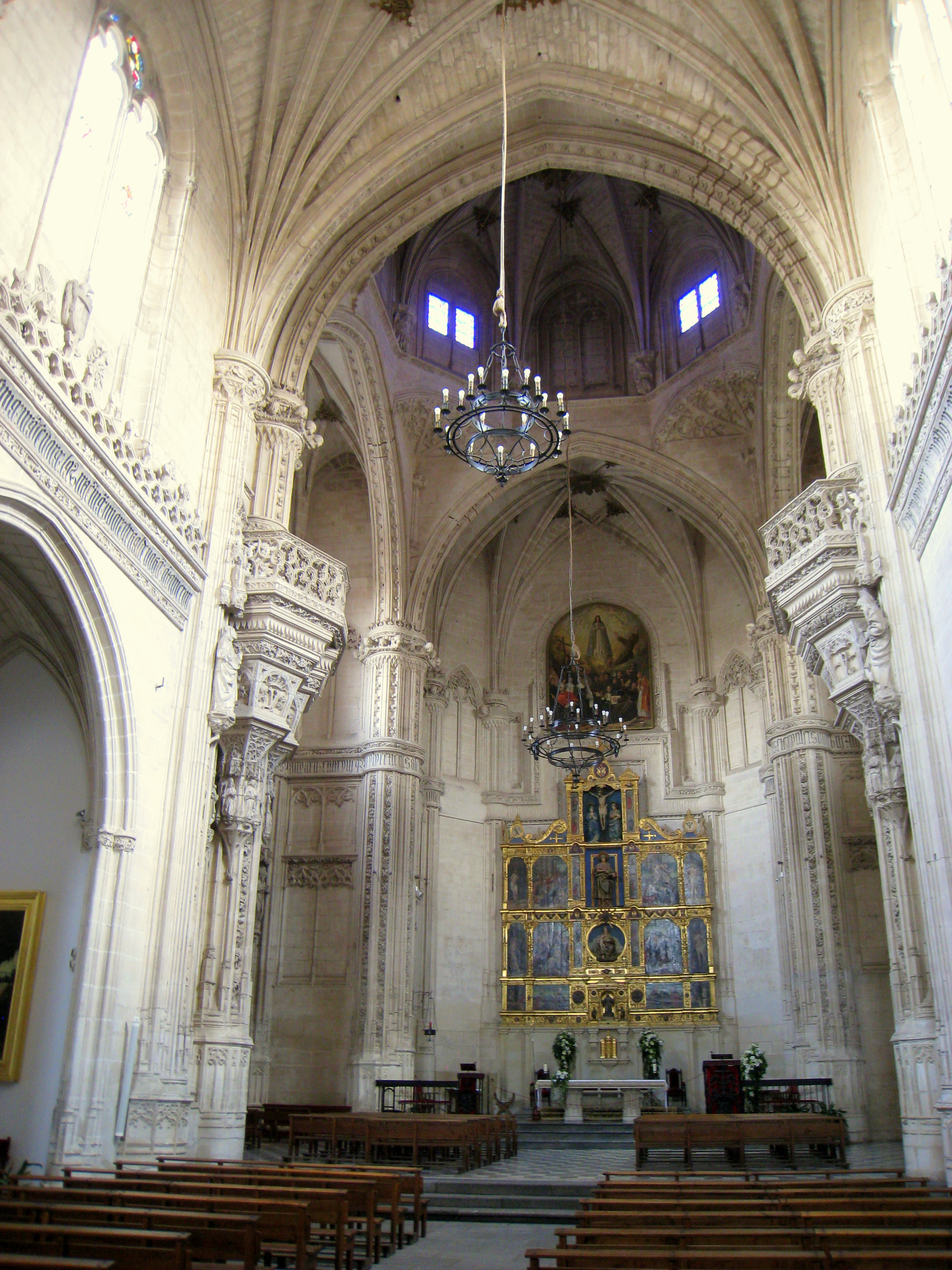
圣若望皇家修道院

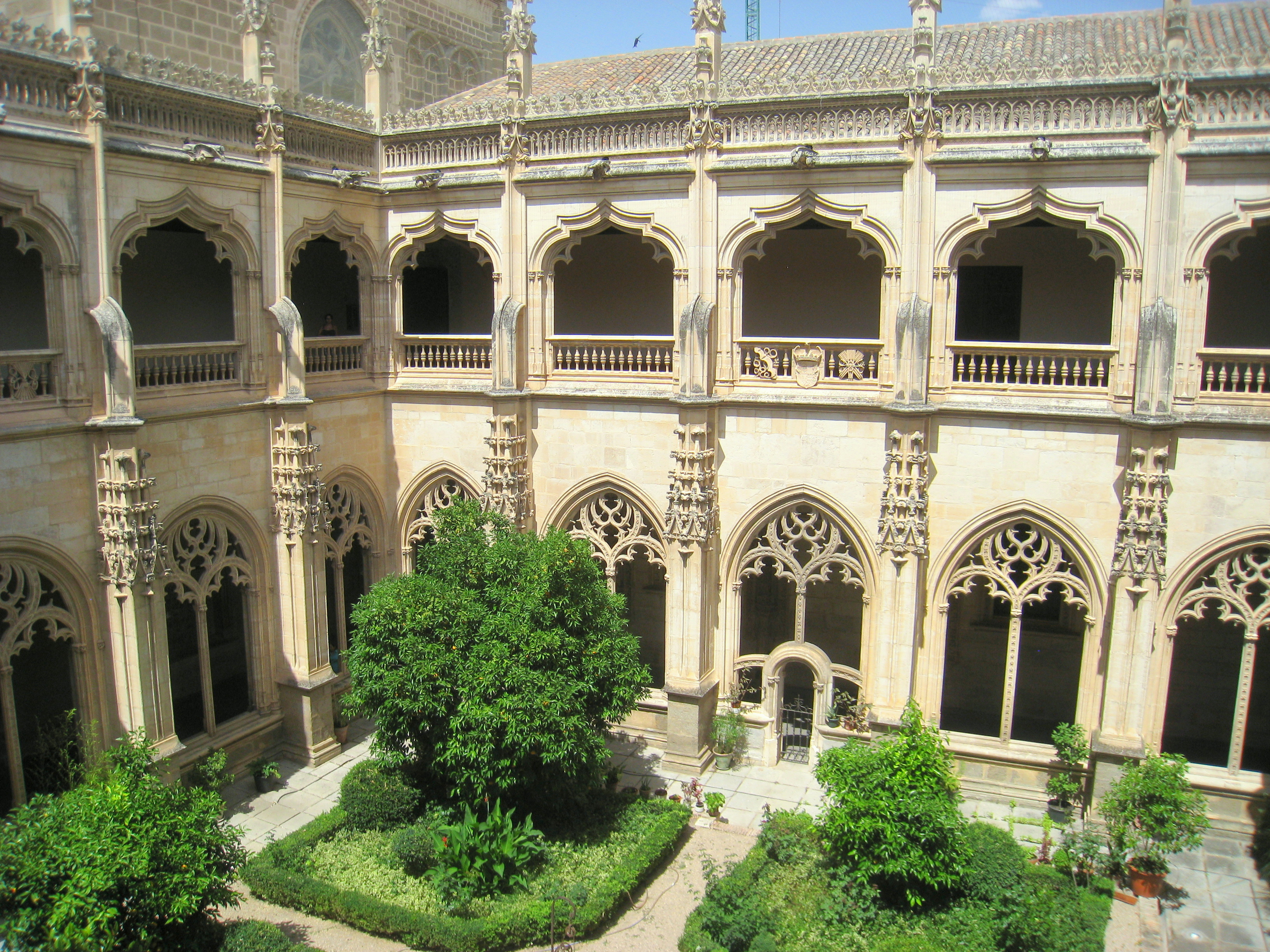

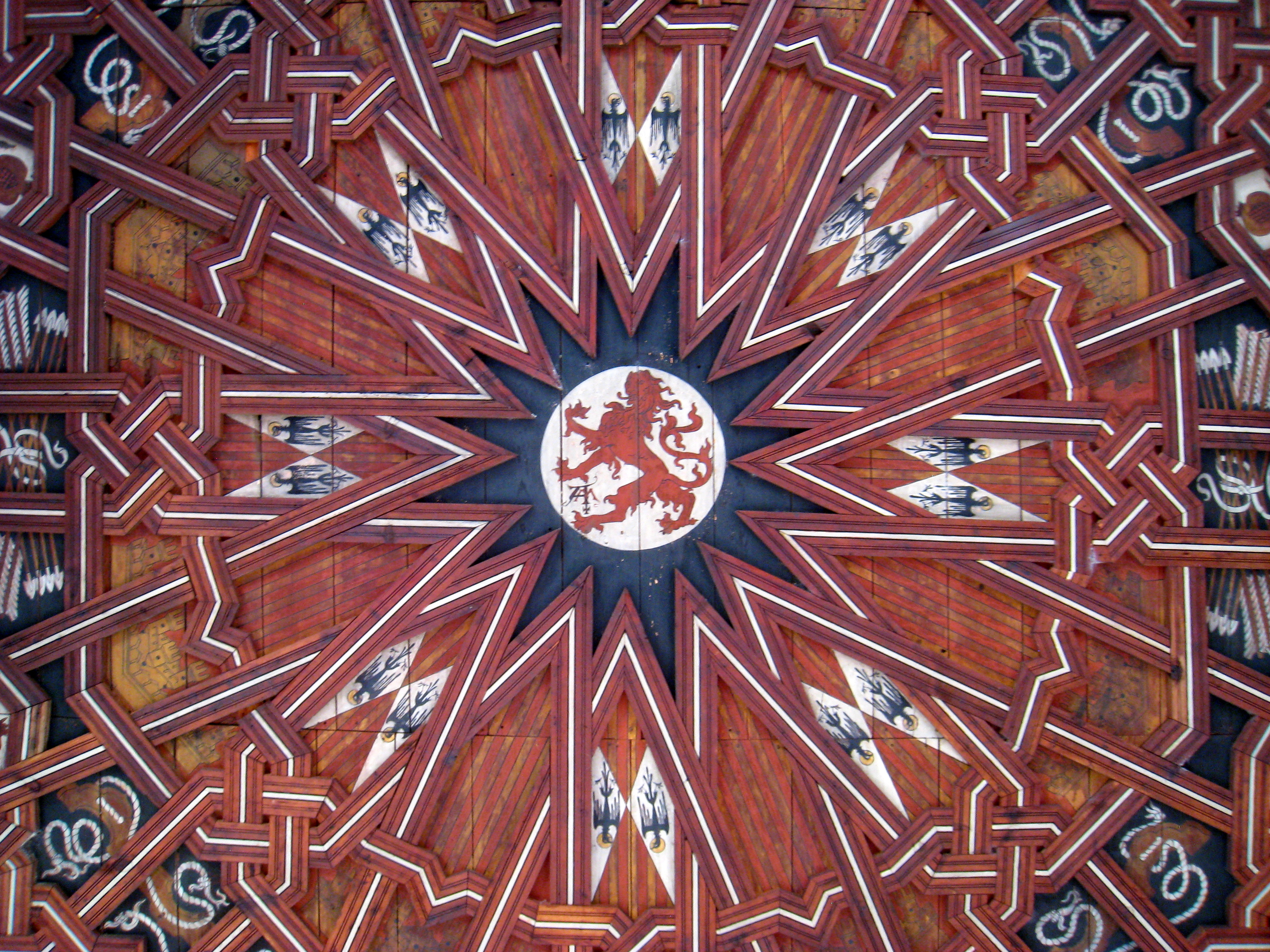
天花板

圣若望皇家修道院（Monasterio de San Juan de los Reyes）是西班牙托莱多一座历史悠久的天主教方济各会修道院，供奉圣若望，由阿拉贡国王斐迪南二世和卡斯蒂利亚女王伊莎贝拉一世兴建于1477年，以庆祝他们的儿子胡安王子的出生，以及在1476年决定性的托罗战役中战胜葡萄牙国王阿方索五世的军队，为两国的合并铺平了道路。该修道院完成于1504年。选择在托莱多兴建，是因为该城位于西班牙的地理中心，且是西哥特王国的故都。
斐迪南二世和伊莎贝拉一世原计划安葬在这个修道院，但是在1492年征服格拉纳达后，改变了原计划，选择葬在格拉纳达。 
1809年拿破仑军队占领托莱多期间，该修道院遭严重损坏。1835年关闭。1883年开始修复，直到1967年才完成。1954年该修道院重归方济各会。
该修道院为哥特式建筑，它的教堂为拉丁十字平面，通廊长50米，高30米，装饰有斐迪南二世和伊莎贝拉一世的纹章。